# 广岛国际学院大学
广岛国际学院大学（英語：Hiroshima Kokusai Gakuin University）位于广岛县广岛市安藝区，为日本私立大学，1967年開校，大学舊有的簡称是电大。2023年停办。

## 沿革
1927年，鹤虎太郎（学校法人鹤学园·广岛工业大学创设者鹤襄的父亲）建立广岛高等予备校。
1938年，广岛电气学校设置。
1948年，学制改革，广岛电气学校普通科广岛电机高等学校（现广岛国际学院高等学校）搬迁开设。改称广岛电气学校专门部广岛电机专门学校。
1951年，学校法人广岛电机学园认可。
1964年，广岛电机学园短期大学自动车工业科（广岛自动车工业短期大学、现广岛国际学院大学自动车短期大学部）设置。
1967年，广岛电机大学开学。工学部（电气工学科、电子工学科）设置。
1968年，工学部机械工学科设置。
1988年，上濑野开设广岛自动车工业短期大学。
1994年，工学部情报工学科设置。
1996年，大学院工学研究科修士课程（物质工学、电气工学、电子工学、机械工学专攻）设置。
1999年，大学名广岛国际学院大学、设置法人名学校法人广岛国际学院改称。上濑野现代社会学部设置。大学院工学研究科博士课程（材料工学·计测制御专攻）设置。
2002年，工学部电子工学科名称更名为情报通信学科。大学院工学研究科修士课程（智能情报专攻）设置。
2003年，大学院现代社会学研究科博士前·后期课程（现代社会学专攻）设置。广岛市中区开设。
2004年，工学部情报工学科改组、中野情报学部设置。工学部电气工学科及电子工学科改组、电气电子工学科等设置。
2008年，工学部之情报学部改组。
2010年，现代社会学部统合。

## 院系

### 学部
- 工学部
  - 电气电子工学科
  - 机械工学科
- 情报学部
  - 情报工学科
  - 情报学科
- 现代社会学部
  - 现代社会学科

### 大学院
- 大学院工学研究科
- 大学院现代社会学研究科

### 短期大学部
- 自动车短期大学部

## 著名校友
- 手岛勇
- 山口和男
- 隠善智也
- EBI
- 川西幸一